# Ольховка (приток Лугани)
Ольхо́вка, или Ольхова́я (укр. Вільхі́вка, Вільхо́ва, Ольхі́вка) — река в Луганской области Украины. Правый приток Лугани (бассейн Дона), устье на территории города Луганска. Длина 83 км, площадь водосборного бассейна 814 км², уклон — 3,3 м/км.
Долина трапециевидная, асимметричная, шириной 4-6 км. Пойма шириной до 10 м. Русло умеренно извилистое, шириной 4-5 м, глубиной 1-2 м. Высота истока — 340 м над уровнем моря.
Используется на водоснабжение, орошение, рекреация. На берегах есть базы отдыха. Сооружены водохранилища (Елизаветинское, Луганское) и пруды. Река сильно загрязнена. В реке водится щука.
Наиболее крупные притоки: Сухая Ольховатая, Сухая — правые.
Название происходит от слова «ольха» (укр. Вільха).

## География
Берёт начало из источника возле посёлка Ивановка, на северном склоне Донецкого кряжа. Течёт по территории Донецкой возвышенности, по территории Антрацитовского и Лутугинского районов Луганской области. Впадает в реку Лугань, у Техникума транспортного строительства и колец трамвая маршрутов 4, 11, 13, города Луганска.

### Населённые пункты
- Ивановка
- Петровское
- Захидное (Антрацитовский район)
- Малониколаевка
- Елизаветовка
- Иллирия
- Ушаковка
- Захидное (Лутугинский район)
- Новопавловка
- Успенка
- Лутугино
- Георгиевка
- Роскошное
- Луганск